# Люберецкая организованная преступная группировка
Люберецкая организованная преступная группировка существовала в Люберецком районе Подмосковья России в 1990-х годах. За годы своего существования успела стать не только одной из самых известных и жестоких ОПГ в России, но и частью фольклора.

## История создания
Валерий Карышев, адвокат по уголовным делам и автор книги «Люберецкие: качалки, рэкет, крыша» утверждает, что представители молодёжного движения «люберов» стояли у истоков ОПГ, хотя, по другим сведениям, ни рэкет, ни сопутствующие ему банды к движению люберов не имеют никакого отношения, они зародились позже, когда самого движения уже не было.
«Люберецкая» ОПГ организовалась благодаря помощи братьев Амирана и Отари Квантришвили, когда в 80-х к ним присоединились Александр Изотов («Бык») - неоднократный чемпион Европы по дзюдо, Гиви Берадзе («Гиви Резаный») и Иван Оглу («Цыган», позднее Иван «Люберецкий») - кандидат в мастера спорта по боксу. Впоследствии братья Квантришвили помогли Ивану организовать в Люберцах свою собственную группировку. Так Иван Оглу стал первым лидером люберецкой группировки.
Одним из первых лидеров ОПГ был Сергей Зайцев по кличке «Заяц», люберецкий культурист, чей портрет и поныне висит в спортивном клубе «Титан», популярном среди «люберов».
Как утверждал в конце 1990-х годов писатель Сергей Дышев в книге «Россия бандитская»:
Первые лидеры ОПГ вышли из команды культуристов в 1991 году. В лучшие времена у люберецких было 150 активных штыков, которые могли по необходимости собрать ещё раз в пять больше молодых качков. Но после нескольких операций, проведённых органами внутренних дел, ареста и суда над наиболее влиятельными членами ОПГ, люберы уже не представляют собой столь внушительной силы. Отсидели свой срок Равиль Мухаметшин (Муха), Вадим Воронин (Ворона), за вымогательство — Сергей Аксенов (Аксей), за покушение на убийство Сергей Зубрицкий (Зубр). Ныне люберецкая ОПГ — это около дюжины мелких бригад, некоторые уходят под крыло в другие группировки — измайловскую, балашихинскую, с которыми налажены традиционно тесные связи.
22 января 1988 года на Большой Академической улице в Москве произошло первое в истории Советского Союза открытое вооруженное столкновение преступных группировок — частники конкурирующих Люберецкой и Долгопрудненской ОПГ решили на очной встрече (т. н. «стрелка» на бандитском жаргоне) выяснить, кто из них будет собирать мзду с торговцев Рижского рынка. 
В 1990 году газета «КоммерсантЪ» утверждала:
Люберецкая команда, разгромленная милицией как система, лишилась былой славы. Две оставшиеся группы делят с чеченцами Рижский рынок и ещё одну не слишком почетную отрасль — рэкет проституток (большинство бригад, по словам организованных преступников, считает позорным "собирать деньги с б...дей"). Остатки других групп кочуют из команды в команду.
В 1992 году представители Люберецкой и Долгопрудненской ОПГ — одних из сильнейших и авторитетных на то время в московском регионе — встретились в сочинском оздоровительном комплексе «Дагомыс» на воровскую сходку, где поделили Москву на зоны своего влияния. Однако, как утверждает журналист «Российской газеты» Тимофей Борисов, влияние это продлилось недолго: и «люберецким», и «долгопрудненским» пришлось вскоре потесниться из-за роста других ОПГ.

## Специализация
По версии СМИ, ОПГ состояла из 18 «бригад» общей численностью до 500 человек. 
Основу ОПГ составляли «бригады», дислоцированные в городах Люберецкого района: в Люберцах, Лыткарине, Малаховке и Дзержинском. 
Бандиты контролировали некоторые предприятия и коммерческие фирмы на юго-востоке Подмосковья, в частности, расположенные в городах Люберцы, Лыткарино, Дзержинский, Бронницы.
По утверждению С. Дюжева, ОПГ специализировались на торговле оружием, по данным СМИ — на разбойных нападениях.

## Из архива уголовного розыска
Согласно данным портала «Агентство федеральных расследований», в 1990-х годах лидерами ОПГ являлись:
- Сергей Аксёнов (кличка «Аксей»)
- Денис Сергин (Фрейзер) (кличка «Фриц») — известен[9] своим непримиримым отношением к кавказским преступным группировкам. В 1997—1998 годы находился в розыске по обвинению в вымогательстве 11 миллионов долларов у Люберецкого бизнесмена Шаповалова, с октября 2002 по апрель 2004 по подозрению в убийстве Люберецкого депутата Андронова и пяти его охранников на Каширском шоссе. Две машины депутата были взорваны радиоуправляемой бомбой. Обвиняется в трёх иных заказных убийствах Московских бизнесменов. Является «силовым» крылом Люберецкой ОПГ.
- Сергей Зубрицкий (клички — «Зубр», «Зубок»)
- Сергей Лазарев (кличка — «Лазарь»)
- Вадим Воронин (кличка — «Ворона»)                                                                                                                                                                                              и Игорь Богданович ( кличка  — «Академик») одни из лидеров ОПГ
- Равиль Мухаметшин (кличка «Муха») — коронован как «вор в законе». По данным газеты «КоммерсантЪ», в начале 1990-х  принадлежал к Люберецкой ОПГ, впоследствии примкнул к Казанской ОПГ. В сентябре 2001 года был задержан на Николоямской улице в Москве, затем обвинён в разбойных нападениях и грабежах[10].
- Иван Оглу (кличка «Ваня Люберецкий») — известный вор в законе. Был убит Лёней Макинтошем (Леонидом Билуновым) и компанией неизвестных 23 ноября 1987 года во время прогулки с собакой.

### Фриц
В сентябре 2008 г. на Фрица было совершено неудачное покушение представителями Шамадовской ОПГ, которая состояла из чеченцев и в тот момент пыталась расширить своё влияние в Подмосковье и отобрать у него сеть частных люберецких АЗС, а также долю в Люберецком вертолётном заводе. Мерседес Фрица находился на парковке ТЦ «Подосинки» в Люберцах, когда к нему подъехала другая машина, и находившиеся в ней двое автоматчиков расстреляли его. Телохранители, находившиеся в машине поддержки, открыли ответный огонь и убили нападавших. Самого Фрица в машине в тот момент не было — там находились его шестилетний сын Климент и двое телохранителей.
По словам главы администрации Люберец, в тот же день в Люберцах произошла «Варфоломеевская ночь». 23 сентября в 2:00 неизвестные парализовали люберецкие дороги и Каширское шоссе. Спустя некоторое время были расстреляны пять сотрудников милиции, которые, предположительно, были связаны с чеченскими ОПГ, а также взорваны три «штабных» ресторана Шамадовской ОПГ, в результате чего погибли тринадцать её участников.  
В сентябре 2012 г. на Фрица было заведено два уголовных дела по статьям 105 ч.2 УК РФ и 33 УК РФ; его обвиняли в организации убийств братьев Долицких в ноябре 1999 года. Предположительно, старший брат Дмитрий, на тот момент депутат Люберецкого района, занял у Фрица крупную сумму денег для строительства ЖК в Люберцах. Спустя год принадлежавшее ему ООО «ДСТРОЙ» обанкротилось и строительство остановилось. Вскоре после этого Дмитрий был застрелен при выходе из своего подъезда на Фрунзенской набережной. Младший брат Алексей был похищен 24 ноября неизвестными из своего авто на парковке ТЦ «Звёздочка» на Таганке. Он был признан пропавшим без вести и никогда не был найден.
В декабре 2012 года Фриц был задержан на Арбате оперативниками БКБОП МВД РФ и МУРа; ему были предъявлены обвинения в рэкете, отмывании денег и незаконной торговле оружием.
В 2017 году на подконтрольном Фрицу Ново-Люберецком кладбище с 41-летнего бизнесмена Хикмета Салаева вымогали 30 миллионов рублей, которые он занял у Люберецкой ОПГ. Салаева избили и заживо закопали, а деньги продолжили вымогать у его брата Исмаила. После того, как Исмаил отдал долг, ему сообщили, где находилось тело Хикмета.

### Шишкан
По данным писателя и журналиста Сергея Дышева, куратором Люберецкой ОПГ являлся вор в законе, лидер Раменской ОПГ Олег Шишканов (клички Олег Раменский и Шишкан), который контролировал преступные сообщества на юго-востоке Подмосковья, а также в городе Долгопрудном. Его наместник в Люберцах некий Клюев был ранен в столкновении с кавказским криминалом, а затем умер при невыясненных обстоятельствах в больнице в середине 1990-х. На место Клюева в 1996 году был поставлен представитель Солнцевской ОПГ по кличке Чава. Также были убиты авторитеты Яновский и Еловский.
В 1981 году, будучи несовершеннолетним — в возрасте 17 лет — Олег Шишканов был впервые арестован, а в 1982 году — осуждён за убийство, которого не совершал, взяв на себя вину «старших товарищей» — знакомых профессиональных преступников, которым грозил расстрел. Он отсидел 10 лет, а после освобождения в 1992 году на сходке в гостинице «Измайловская» был коронован «ворами в законе» Глобусом и Русланом. Шишканов получил прозвище Олег Раменский, но друзья по привычке называли его Шишканом. Ему было поручено контролировать коммерческие структуры в подмосковных городах Жуковском, Раменском и посёлке Малаховка.
В декабре 1995 года в столичном кафе «Репортёр» на Гоголевском бульваре происходила воровская сходка; Шишкан вместе с другими шестнадцатью участниками был задержан оперативниками МУРа.
В 1997 году сотрудники милиции побывали на одной из сходок «воров в законе», среди участников которых был Шишкан.
По данным оперативников, Шишкан заявлял о своей поддержке футбольного клуба «Сатурн» Раменское и утверждал, что все успехи команды, в том числе её попадание в 1998 году в высшую лигу, — его заслуги.
В конце 1990-х люберецкие бригады вступили в конфликт с Раменской ОПГ и своим бывшим куратором Шишканом; в ходе конфликта на территории профилактория спортивного клуба «Сатурн» был взорван автомобиль, на котором ездил Шишкан, а затем сожжён расположенный там же особняк криминального авторитета. В 1998 году около своего дома в Раменском был расстрелян конкурент Шишкана, находившийся с ним в конфликте местный криминальный авторитет Мартын (Сергей Мартынов).
В 1999 году сотрудники РУБОП МВД РФ провели в доме Шишкана в деревне Первомайка обыск, в ходе которого были изъяты оружие и боеприпасы, а также крупные суммы денег. Самого авторитета дома не оказалось — по данным оперативников, он скрывался в Испании.
15 июля 2019 года Олег Шишканов был задержан правоохранительными органами в Раменском районе по подозрению в убийстве депутата районного заксобрания Татьяны Сидоровой в 2012 году.
27 ноября 2020 года Шишканову было предъявлено обвинение в занятии высшего положения в преступной иерархии.
Находясь под следствием, Шишканов сменил фамилию на Медведев.
28 мая 2024 в СМИ появилась информация, что гособвинение запросило для Медведева пожизненное заключение. В июне суд вынес приговор на пожизненный срок.

## Банда Капущу
В 1990-е годы в городе Люберцах и его окрестностях действовала преступная группировка, отличавшаяся особой жестокостью. В числе доказаных преступлений банды — убийство троих детей в посёлке Верхнее Мячково. Банду возглавляли житель Люберецкого района, этнический болгарин, уроженец Казахстана, отбывший 7 лет лишения свободы за убийство в Ташкенте, Николай Капущу и московский наркоман Владимир Никитин по кличке «Беспредельщик», или «Володя Маленький». Связь между этой бандой и бригадами Люберецкой ОПГ не установлена.